# GSC3153-129
GSC3153-129 — хімічно пекулярна зоря спектрального класу A, що має видиму зоряну величину в смузі V приблизно 10,0.